# Panaphis juglandis
L'afide maggiore del noce (Panaphis juglandis (Goeze, 1778)) è un insetto dell'ordine dei rincoti e della famiglia degli Afididi.

## Descrizione

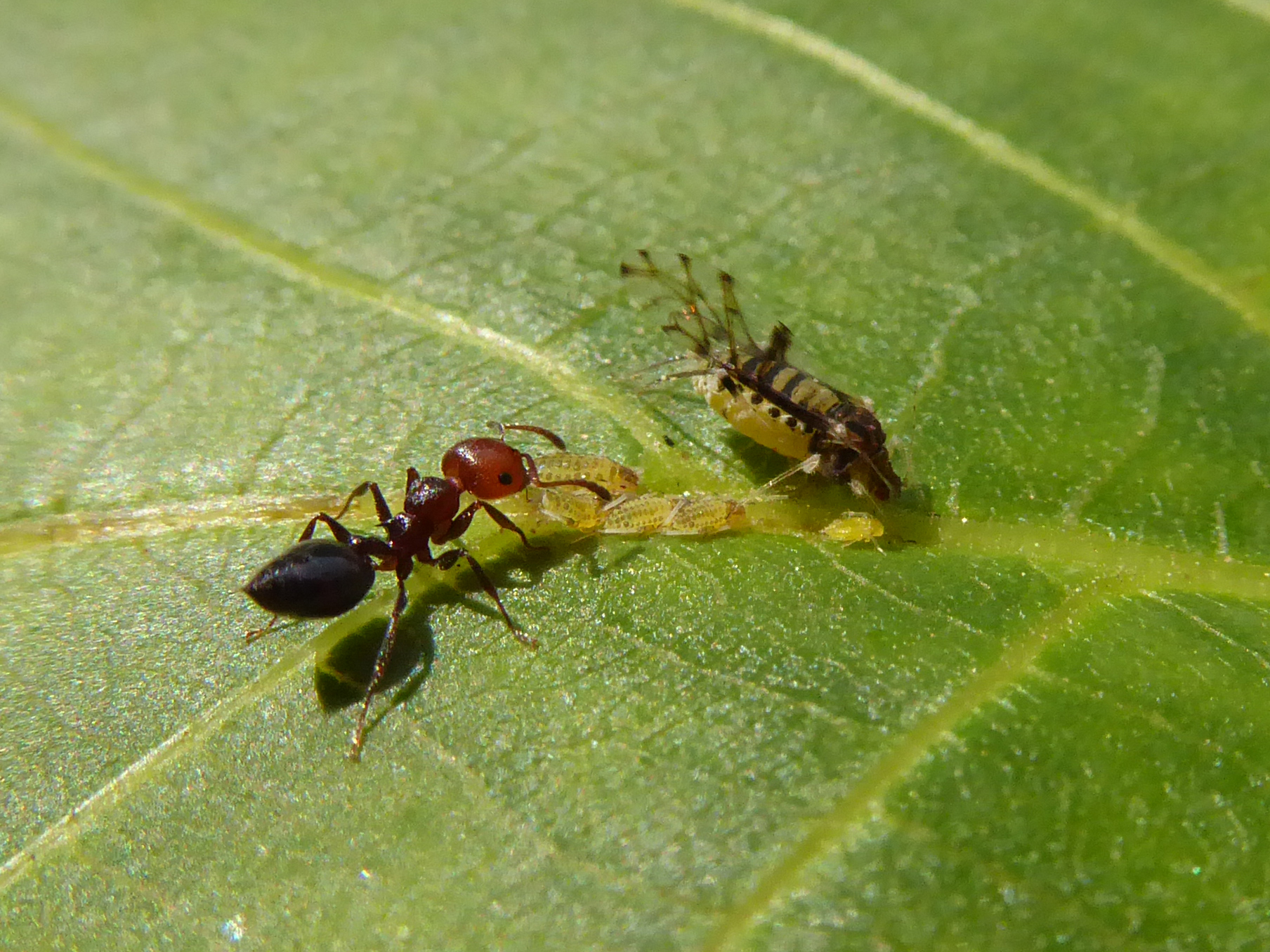
Una formica della specie Crematogaster scutellaris si prende cura di un gruppo di afidi, un adulto e diversi esemplari immaturi (Piazzo, Segonzano, Trentino)

Negli stadi immaturi, gli afidi sono di colore giallognolo, con file di macchie marroncine sul dorso; gli adulti sono più grandi (circa 3,5-4,3 mm) e alati, anch'essi giallognoli, con capo e torace neri e bande nere trasversali sull'addome, con sifuncoli corti e troncati. Le uova sono molto scure, quasi nere.
La colorazione degli afidi è aposematica, ma non è da escludere che si tratti di mimetismo batesiano. Nel caso degli stadi immaturi, inoltre, è possibile che la colorazione abbia anche funzione criptica, permettendo agli afidi allineati sulla nervatura della foglia di passare inosservati ai predatori.

## Biologia
È una specie monofaga, che si nutre cioè di un solo tipo di pianta, in questo caso esclusivamente il noce bianco (Juglans regia). Generalmente, gli afidi stazionano sulla pagina superiore della foglia, allineati lungo la venatura centrale e con il capo rivolto verso il picciolo, e spesso vengono curati dalle formiche. 
Le uova vengono deposte nella corteccia della pianta e vi passano l'inverno; in marzo-aprile emergono le "fondatrici", femmine vivipare partenogenetiche che danno vita a una serie di generazioni primaverili-estive direttamente sulla pianta; in settembre-ottobre compaiono poi le forme sessuate (maschi e femmine), che saranno quelle che deporranno le uova.
Panaphis juglandis condivide la pianta ospite con un'altra specie di afide leggermente più piccola, Cromaphis juglandicola (che sosta invece sulla faccia inferiore delle foglie), oltre che con altre specie, che però non sono specie-specifiche (attaccano perciò anche altre piante). Va notato, però, che raramente le due specie convivono sulla stessa pianta, poiché P. juglandis è apparentemente danneggiato dalla melata e dai detriti prodotti da C. juglandicola, che cadono dalle foglie soprastanti.

## Danni e lotta
Come per il resto degli afidi, i danni alla pianta sono dovuti alle punture che effettuano per nutrirsi, che possono causare deformazioni delle foglie e necrosi localizzate, oltre che alla produzione di melata.
L'afide del noce può essere combattuto, come per tutti gli afidi, in primo luogo con l'introduzione o il favoreggiamento di specie sue predatrici o parassite, fra cui coccinelle, sirfidi, cecidomidi e varie specie di imenotteri parassitoidi. Si può inoltre ricorrere a rimedi chimici, consigliabili però solo in caso di infestazioni massicce.

## Distribuzione
In Europa la specie è attestata quasi ovunque, con l'eccezione delle isole di Irlanda, Islanda, Sardegna e Creta e di alcuni paesi, principalmente nordorientali (Russia, Bielorussia e paesi baltici); nella penisola scandinava è rara, documentata Scania (Svezia) e, dal 2014, in Norvegia, quando è stata rinvenuta nel giardino botanico dell'università di Oslo, mentre è assente in Finlandia. È inoltre presente in Turchia, in alcune parti dell'Asia centrale e in Pakistan, ed è stata introdotta nella Costa Occidentale degli Stati Uniti.